# 羅馬短劍

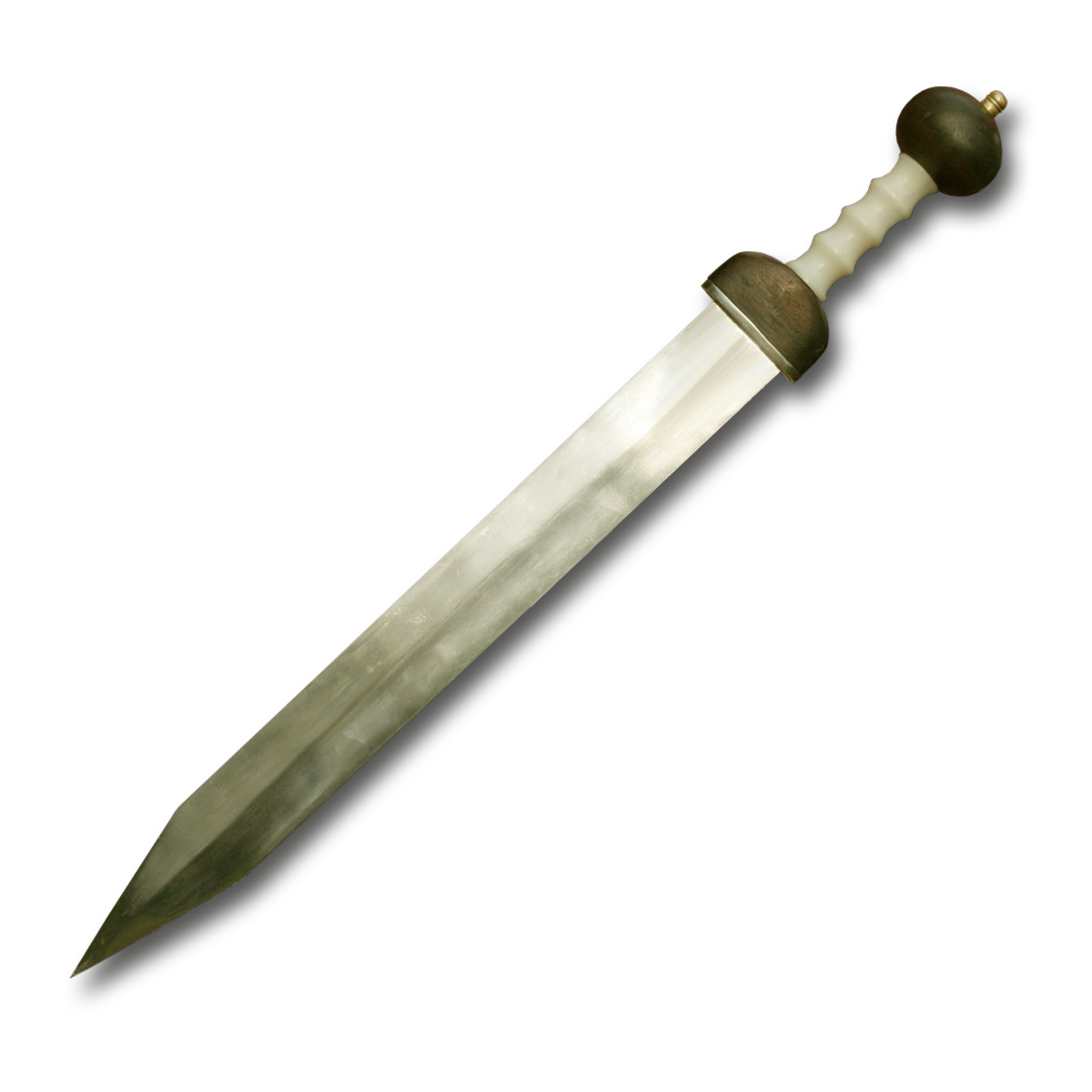
羅馬短劍的複製品

羅馬短劍（拉丁語：Gladius，複數為：Gladii），是從公元前3世紀到公元3世紀古羅馬步兵所使用的劍類型。
早期的古羅馬劍與希臘劍相似，稱為xiphe。然而，從公元前3世紀開始，羅馬人採用了一種基於西班牙凱爾特伊比利亞人在布匿戰爭期間於迦太基使用的劍，在拉丁語中被稱為gladius hispaniensis，意思是「西班牙式劍」。羅馬人將之改進，根據戰鬥單位發動戰爭的方式對其進行了修改，並隨著時間的推移創造了新型的「gladii」，例如美因茨gladius和龐貝gladius。最後，在公元三世紀，重型羅馬步兵以羅馬長劍（在羅馬騎兵中已經很常見）取代了短劍，將短劍降級為羅馬輕步兵的裝備。

## 伸延閱讀
- Significant Contributions in the Study of European Arms and Armor, bibliography by the Arms and Armor Society of America.
- Armamentarium: subject bibliographies: swords
- John William Humphrey, John Peter Oleson, Andrew Neil Sherwood, Greek and Roman Technology: a sourcebook
- Livius, Titus (known as Livy). . Penguin Books. 1982. ISBN 978-0-14-044388-2.

## 外部連結
- Legio IX Hispana: photos of historical reconstructionists drawing and holding gladii.
- .   [2024-08-19]. （原始内容存档于2024-09-29）.
- .   [2007-08-24]. （原始内容存档于2015-09-24）.